# Kufska pisava
Kufska pisava (arabsko الْخط الْكوُفِي, latinizirano: 'Al-khat 'al-Kūfī) je slog arabske pisave, ki je že zgodaj postala priljubljena kot najprimernejša pisava za prepis Korana in arhitekturno dekoracijo, od takrat pa je postala referenca in arhetip za številne druge arabske pisave. Razvila se je iz arabske abecede v mestu Kufa, iz katere izhaja njeno ime. Za kufsko pisavo so značilne oglate, pravokotne oblike črk in vodoravna orientacija. Obstaja veliko različnih različic kufske pisave, kot so kvadratna, cvetlična, vozlasta in druge. Umetniški slog kufske pisave je privedel do njene uporabe v nearabskem kontekstu v Evropi, kot okras v arhitekturi, znan kot psevdo-kufski.

## Zgodovina

### Izvor kufske pisave
Kaligrafi v zgodnjem islamskem obdobju so uporabljali različne metode za prepisovanje koranskih rokopisov. Arabska kaligrafija je postala ena najpomembnejših vej islamske umetnosti. Kaligrafi so predstavili nov slog pisanja, imenovan kufski. Je najstarejša kaligrafska oblika različnih arabskih pisav. Ime pisave izvira iz mesta Kufa v južnem Iraku, ki je v zgodnjem islamskem obdobju veljalo za intelektualno središče. Kufska pisava je opredeljena kot zelo oglata oblika arabske abecede, ki je bila prvotno uporabljena v zgodnjih kopijah Korana. Sheila S. Blair nakazuje, da je »ime Kufski v zahodno znanost uvedel Jacob George Christian Adler (1756–1834)«. Poleg tega ima kufska pisava pomembno vlogo pri razvoju islamske kaligrafije. Pravzaprav je »to prvi slog pisanja iz islamskega obdobja, v katerem so manifestacija umetnosti, nežnosti in lepote eksplicitno očitne«, pravi Salwa Ibraheem Tawfeeq Al-Amin. Pravilo, določeno za to pisavo, je bilo o kotnih, linearnih oblikah likov. Pravzaprav so »pravila, ki so bila definirana na začetku kufske tradicije, v bistvu ostala enaka skozi celotno življenjsko dobo«, pravi Alain George.

### Uporaba kufijske pisave
Koran je bil najprej napisan z navadno, poševno in enotno pisavo, ko pa je bila njegova vsebina formalizirana, se je pojavila pisava, ki je označevala avtoriteto. To se je združilo v tisto, kar je danes znano kot primarna kufska pisava. Kufska pisava je prevladovala v rokopisih od 7. do 10. stoletja. Približno v 8. stoletju je bila s svojim strogim in dokaj nizkim navpičnim profilom in vodoravnim poudarkom najpomembnejša od več različic arabskih pisav. Do približno 11. stoletja je bila glavna pisava, ki se je uporabljala za kopiranje Korana. Poklicni prepisovalci so uporabili posebno obliko za reprodukcijo najzgodnejših ohranjenih izvodov Korana, ki so bili napisani na pergamentu in so iz 8. do 10. stoletja. Od pisave Thuluth se razlikuje po uporabi okrasnih elementov, medtem ko je bila slednja zasnovana tako, da se izogne okrasnim motivom. Namesto okraskov v kufski pisavi je Thuluth uporabljal samoglasnike.

## Značilnosti kufske pisave
Kot pravi Enis Timuçin Tan, je glavna značilnost kufske pisave »videti, da je preoblikovanje starodavne klinopisne pisave v arabske črke«. Poleg tega so jo zaznamovale figuralne črke, ki so bile oblikovane tako, da so se lepo zapisale na pergament, gradbene in okrasne predmete, kot so lesk in kovanci. Kufska pisava je sestavljena iz geometrijskih oblik, kot so ravne črte in koti, skupaj z navpičnicami in vodoravnicami. Prvotno ni imela tako imenovanega diferenciranega soglasnika, kar na primer pomeni, da črke "t", "b" in "th" niso bile ločene z diakritičnimi znaki in so izgledale enako. Še vedno se uporablja v islamskih državah. V kasnejših kufskih Koranih iz 9. in zgodnjega 10. stoletja so bili »naslovi sur pogosteje oblikovani z naslovom sure kot glavno značilnostjo, pogosto napisanim v zlatu, s palmeto, ki sega v rob«, komentira Marcus Fraser. Njena uporaba pri prepisovanju rokopisov je bila pomembna pri razvoju kufske pisave. Zgodnejša je bila zapisana na rokopisih z natančnostjo, kar je prispevalo k njenemu razvoju. Na primer, »natančnost, dosežena v praksi, je toliko bolj izjemna, ker kufski rokopisi niso bili pravilo«, pravi Alain George. Poleg tega pojasnjuje, da so bili kufski rokopisi postavljeni s stalnim številom vrstic na stran, te pa so bile strogo vzporedne in enako oddaljene. Eden impresivnih primerov zgodnjega koranskega rokopisa, znanega kot Modri koran, vsebuje zlato kufsko pisavo na pergamentu, pobarvanem z indigom. Običajno se pripisuje zgodnjemu fatimidskemu ali abasidskemu dvoru. Glavno besedilo tega Korana je napisano z zlatim črnilom, zato je učinek ob pogledu na rokopis zlato na modrem. Po besedah Marcusa Fraserja je »politično in umetniško sofisticiranost ter finančne stroške produkcije Modrega Korana lahko predvidel in dosegel le vladar precejšnje moči in bogastva«.

## Okrasna uporaba kufske pisave
Okrasna kufska pisava je postala pomemben element v islamski umetnosti že v 8. stoletju za koranske naslove, numizmatične napise in pomembnejše spominske spise. Kufska pisava je napisana na tekstilu, kovancih, posodah, stavbah in tako naprej. Kovanci so bili zelo pomembni pri razvoju kufske pisave. Pravzaprav so »črkovne poteze na kovancih postale popolnoma ravne, s krivuljami, ki se nagibajo k geometrijski krožnosti za 86«, opaža Alain George. Na primer, pisava je običajno vidna na seldžuških kovancih in spomenikih ter na zgodnjih osmanskih kovancih. Njen dekorativni značaj je privedel do uporabe kot dekorativnega elementa v številnih javnih in domačih stavbah, zgrajenih pred republikanskim obdobjem v Turčiji. Tudi trenutna zastava Iraka (2008) vključuje kufsko izvedbo takbirja (arabskega izraza Allāhu ʾakbar - Bog je večji od vsega).
Podobno ima zastava Irana (1980) takbir, napisan v beli kvadratni kufski pisavi skupno 22-krat na robu zelenega in rdečega traku. Kufski napisi so bili pomembni tudi pri nastanku tekstila, pogosto so delovali kot dekoracija v obliki trakov . Po besedah Maryam Ekhtiar so bili »ti napisi napisani v kufski ali florirani kufski pisavi, kasneje pa v naskhi ali po vsem islamskem svetu«. Ti napisi vključujejo ime Boga ali vladarja. Kot primer je napis znotraj Kupole na skali napisan v kufskem jeziku. Skozi celotno besedilo lahko opazimo kaligrafsko črto, ki jo ustvari trstično pero, ki je običajno enakomerna poteza z različnimi debelinami glede na spremembe smeri gibanja, ki jo je ustvarilo. Kvadratna ali geometrijska kufska pisava je zelo poenostavljen pravokoten slog, ki se pogosto uporablja za polaganje ploščic. V Iranu so včasih celotne stavbe prekrite s ploščicami, na katerih so črkovana sveta imena, kot so imena Boga, Mohameda in Alija v kvadratnem kufskem slogu, tehnika, znana kot banna'i. Poleg tega obstaja 'pseudo-kufska', tudi 'Kufesque', ki se nanaša na imitacije kufske pisave, narejene v nearabskem kontekstu, v srednjem veku ali renesansi: »Imitacije arabščine v evropski umetnosti so pogosto opisane kot psevdo-kufsko, sposojen izraz za arabsko pisavo, ki poudarja ravne in kotne poteze in se najpogosteje uporablja v islamski arhitekturni dekoraciji.«

## Kvadratna kufska pisava
Kvadratna kufska pisava (arabsko ٱلْكُوفِيّ ٱلمُرَبَّع), včasih znana tudi kot banna'i (بَنَائِيّ, 'zidarska' pisava), je neokrašena arabska pisava, ki se je razvila v 12. stoletju. Prvotno je bila ustvarjena v iranski arhitekturi z opekami in ploščicami, ki so delovale kot piksli. Čitljivost ni prednostna naloga tega scenarija.
Sirski kaligraf Mamoun Sakkal je njegov razvoj opisal kot »izjemen korak k poenostavitvi kufskih slogov, ki so se v prejšnjih stoletjih razvili v večjo kompleksnost«.
- Geometrijski kufski vzorec (Sura 112, al-Ikhlas ali "Sura monoteizma", Korana), beri v smeri urinega kazalca, začenši spodaj levo (začne se z Basmalo)
- Geometrijski kufski vzorec iz medrese Bou Inania (Meknes); besedilo se glasi: بركة محمد ali barakat muḥammad, tj. "Mohamedov blagoslov".
- Drug primer geometrijske ali kvadratne kufske pisave, ki prikazuje štiri primere imena Mohamed (v črni barvi) in štirikrat Ali (v beli barvi); se pogosto uporablja kot vzorec ploščic v islamski arhitekturi
- Arabsko besedilo šahade v kvadratni kufski pisavi, prikazano kot stavbe z minareti na vrhu
- Banna'i na minaretu – ponavljajoči se vzorec kvadratnih kufskih napisov
- ("Allah") v rdeči barvi s središčem na belem pasu in takbir, napisan 11-krat v kvadratni kufski pisavi v beli barvi, na dnu zelenega in na vrhu rdečega traku.

V zadnjih letih je ta oblika kaligrafije vse bolj priljubljena za uporabo v okraskih (kot so okrašene ure, okvirji, nalepke), logotipih (ki običajno pomenijo islamska podjetja v vladnem in zasebnem sektorju) in celo na tekmovanjih v arabski kaligrafiji v prostem slogu. Obstaja discipliniran pristop k ustvarjanju kvadratne kufske kaligrafije. Ta nadzorovana metoda ustvarjanja je ohranila osnovne in natančne značilnosti arabskih črk z malo kompromisi, če sploh. Končano delo je tako mogoče kvalitativno presojati, ne pa le ceniti kot abstraktno delo.

### Konfiguracije
Čeprav ni nobenih omejitev glede formatov, v katerih bi morala biti zapisana kvadratna kufska pisava, jo lahko razvrstimo v tri najpogosteje uporabljene konfiguracije.
Prosti pretok
Običajna oblika pisanja z arabsko pisavo s piksli. Celotna oblika ni omejena z nobeno obliko ali mejo. Čeprav je ta konfiguracija preprosta, se ne uporablja za večino del, zaradi manj estetskega videza v primerjavi z drugimi konfiguracijami.
Prosti pretok se v glavnem uporablja kot osnova, preden se razvije v bolj sofisticirane konfiguracije.
Linearno
Tako kot prosti pretok gre pisanje od desne proti levi, vendar znotraj upravičene višine, ki se ujema z neprekinjenim pravokotnikom. Črke, vključno s svojimi pikami, morajo biti med seboj oddaljene samo 1 piksel.
Linearna je najprimernejša za pisanje dolgih svetih spisov, kot so koranski verzi, vzdolž notranjega oboda ali elegantno razčlenjeni v vrstice ob zidovih mošeje.
Spirala
Čeprav ime nakazuje radialno ali krožno obliko, so običajno predstavljeni v kvadratni ali pravokotni obliki. Tudi tukaj med črkami velja presledek 1 piksel. Glavne razlike med linearno in spiralno kvadratno kufsko kaligrafijo so:
1. Spirala ima najmanj dva in največ štiri datume; linearno ima samo en datum in
2. Spirala omogoča črkam, da se vključijo v vsak kot sosednjih datumov in čez črte, in je omejena le z njihovim najbolj zunanjim obodom; linearne črke ohranijo prvotno višino, tudi če so zavite v spiralo.

Ta konfiguracija se uporablja kot osrednji del oblikovanja v stavbah za krajše spise, naročila za oblikovanje imen in logotipe.
drugo
Kvadratna kufska kaligrafija nikakor ni omejena na zgornje konfiguracije. Obstaja veliko oblik, ki so ustvarjalne ponovitve ali neodvisne od teh oblik.

## Galerija

### Kufska pisava v Koranu
- Stran iz Korana v kufskem slogu, 8. stoletje (Sura 15: 67–74)
- Kufska pisava iz zgodnjega koranskega rokopisa, 8.–9. stoletje (Sura 7: 86–87)
- Rokopis Surat Maryam iz Korana; Kufska pisava na gazelini koži, 9. stoletje (Sura 19: 83–86)
- Listi tega Korana, napisani z zlatom in obrobljeni z rjavim črnilom, imajo vodoravni format (9. stoletje).
- Folio Korana v kufskem slogu, črnilo, barva in zlato, 11. stoletje, Iran (Sura 92: 1–5)
- Bifolio Surat Al-An'am v "Koranu medicinske sestre" (مصحف الحاضنة), ki ga je naročila pokroviteljica po imenu Fatima pod dinastijo Zirid v zgodnjem 11. stoletju[22]
- Abasidski Koran, Perzija, konec 11. / začetek 12. stoletja

### Kufska pisava kjer koli
- Skleda s kufskim napisom, 9. stoletje – Brooklynski muzej
- Skleda s kufsko kaligrafijo, 10. stoletje – Brooklynski muzej
- Skleda s kufsko kaligrafijo, 10. stoletje – zbirka islamske umetnosti Khalili
- Zlata fatimidska zapestnica iz 11. stoletja, napisana z dobrimi željami v kufski pisavi (Sirija)
- Kufska abeceda, iz Fryjeve Pantografije (1799)
- Almoravidska kufska pisava, ki krasi minbar mošeje Kutubija
- Napis (743). Walters Art Museum
- Risba napisa Basmala v kufski pisavi, 9. stoletje. Izvirnik je v Islamskem muzeju v Kairu (inventar-št. 7853).
- Zastava Iraka (2008)

## Splošne reference
- Kosack, Wolfgang: Islamische Schriftkunst des Kufischen. Geometrisches Kufi in 593 Schriftbeispielen. Deutsch – Kufi – Arabisch. Christoph Brunner, Basel 2014, ISBN 978-3-906206-10-3.
- Mack, Rosamond E. Bazaar to Piazza: Islamic Trade and Italian Art, 1300–1600, University of California Press, 2001, ISBN 0-520-22131-1